# Врапчичи (стадіон)
Стадіон «Врапчичи» або стадіон «Роджени» (босн. Stadion Vrapčići або босн. Stadion Rođeni) — футбольний стадіон у Мостарі (Боснія і Герцеговина). Домашня арена ФК «Вележ». Відкритий у 1995 році.

## Загальна інформація
Стадіон розташований у північній частині Мостара. Відкритий 25 листопада 1995 року і є від того часу домашньою ареною футбольного клубу «Вележ». Свою другу назву (стадіон «Роджени») отримав на честь прізвиська клубу. Місткість стадіону складає 5294 глядача. У 2006 році було збудовано маленьку східну та велику північну трибуни, а у 2008 році закрито на реконструкцію велику західну. Покриття поля натуральне. Потужність освітлення — 500 люксів.
Необхідність у будівництві цієї арени виникла після того, як Мостар було розділено між хорватами та босняками і колишній домашній стадіон «Вележа» дістався їх непримиримим суперникам «Зриньські», тож «Врапчичи» є одним із символів розколу суспільства в Мостарі.

## Контактні дані
- адреса: 88113, Боснія і Герцеговина, м. Мостар, с. Врапчичи